# Aleksandr Pogorelov
Aleksandr Pogorelov (Rusia, 10 de enero de 1980) es un atleta ruso, especialista en la prueba de decatlón, con la que ha llegado a ser medallista de bronce mundial en 2009.

## Carrera deportiva
Participó en los juegos olímpicos de 2004 y 2008. Y pese a quedar en la cuarta posición en la competición de decatlón masculino de los Juegos Olímpicos de Pekín 2008, fue posteriormente descalificado en agosto de 2016, por la violación de las reglas contra el dopaje.
En el Mundial de Berlín 2009 ganó la medalla de bronce en decatlón, tras el estadounidense Trey Hardee (oro) y el cubano Leonel Suárez (plata), consiguiendo 8528 puntos, lo que supuso hasta el momento su mejor marca personal.